# Pseudoselinum
Pseudoselinum es un género monotípico de planta herbácea perteneciente a la familia Apiaceae. Su única especie : Pseudoselinum angolense, es originaria de Angola.

## Descripción
Es una planta perenne, hierba erecta que alcanza un tamaño de  0,5-1 m de altura, de tallo redondeado con hojas glabras simples, las basales con pecíolo largo,  bi-pinnatisectas, de color verde amarillento, ± 14 cm de largo, la inflorescencia en umbela compuesta con flores con pétalos violáceos.

## Ecología
Se encuentra en matorrales de hierbas cultivadas al aire libre; prados de arbustos cultivados en el margen del río, a una altitud de 1320 metros en Angola.

## Taxonomía
Pseudoselinum angolense fue descrita por (C.Norman) C.Norman y publicado en Journal of Botany, British and Foreign 67(Suppl. 1): 201. 1929.
Etimología
Pseudoselinum: nombre genérico compuesto que significa "similar al género Selinum"
angolense: epíteto geográfico que alude a su localización en Angola.
Sinonimia
- Selinum angolense C.Norman	[4]